# Acrobata e giovane equilibrista
Acrobata e giovane equilibrista è un dipinto a olio su tela realizzato nel 1905 dal pittore spagnolo Pablo Picasso. È conservato nel Museo Puškin delle belle arti. 

## Descrizione

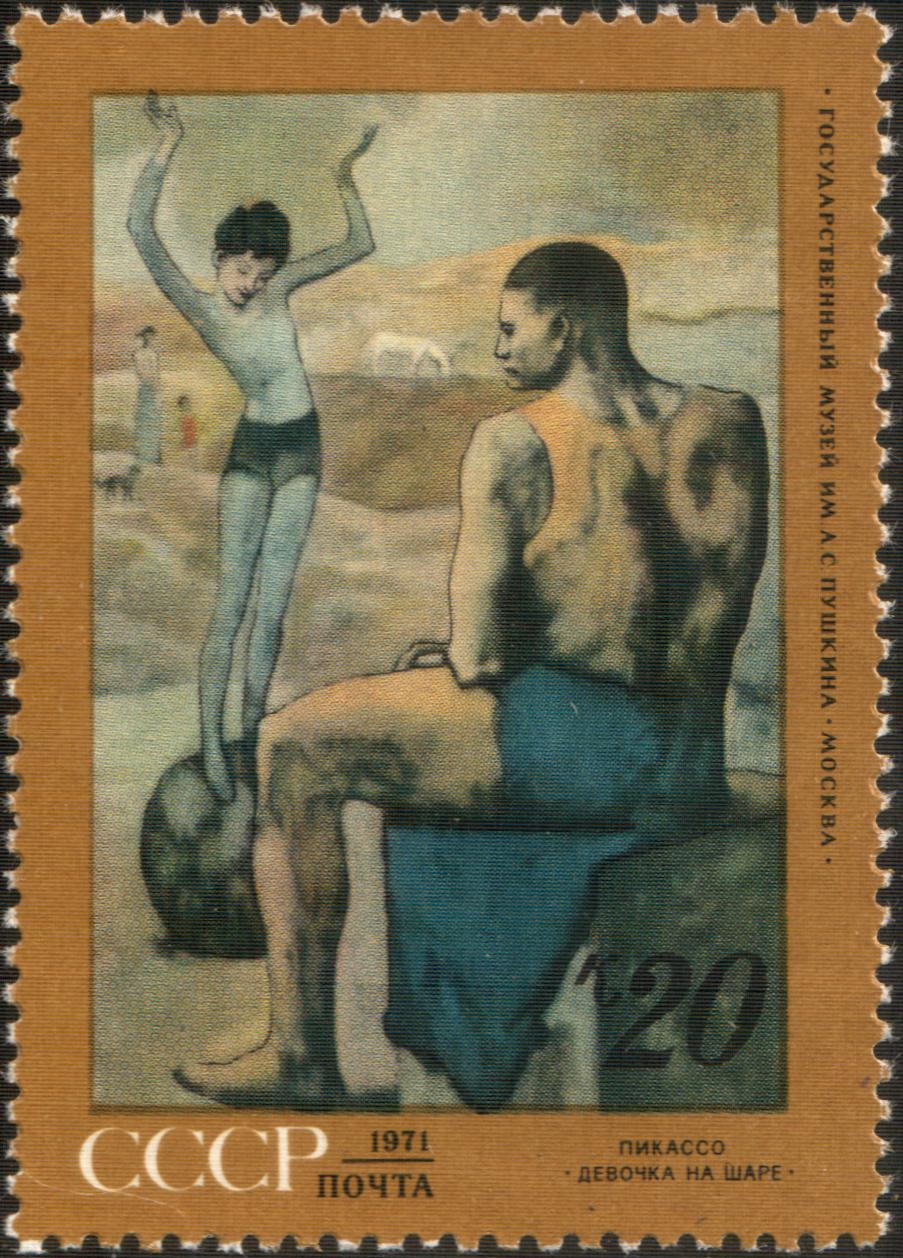
Il dipinto riprodotto in un francobollo sovietico del 1971

In questo quadro Picasso inizia ad affiancare il rosa alle tonalità del blu. Iniziano anche a cambiare i temi rappresentati: amore e giovinezza prendono il posto di vecchiaia e malattia.